# Sinon
Sinon – uczestnik wojny trojańskiej, syn słynnego oszusta Autolika i krewny Odyseusza, wojownik achajski, który podstępem spowodował wprowadzenie "konia trojańskiego" za mury Troi, umożliwiając tym samym jej zdobycie.
Sinon nie jest wspomniany w Iliadzie. Jego zasługi w zdobyciu Troi po raz pierwszy opisał, jak wynika z antycznych relacji, Arktinos z Miletu w zaginionym eposie Zburzenie Troi. Syn Autolika jest również wspomniany w Eneidzie Wergiliusza, opisany jako: Nieznany, śmiałej myśli, przygotowany zarówno do posłużenia się podstępem, jak i do śmierci.
W Boskiej komedii Dante Alighieri umieszcza Sinona w 10. otchłani 8. kręgu piekła, przeznaczonego dla krzywoprzysięzców, którzy używali swoich kłamstw na szkodę ludziom, gdzie zostaje ukarany wieczną gorączką.